# Magliano Sabina
Magliano Sabina är en ort och kommun i provinsen Rieti i regionen Lazio i Italien. Kommunen hade 3 692 invånare (2018).